# 批复
批复是一种适用于答复下级机关请示事项的公文，也是应用文的一种。在中国大陆，批复一般常见于政府机构，且带有强制性和权威性。批复一般分为指示性批复和审批性批复。

## 特点
- 内容的针对性。批复是针对下级机关的请示而做的答复，批复回答的问题是请示中已有的具体事项，不涉及请示以外的其他事项，用最简单的话说，就是有请示才会有批复。
- 态度的鲜明性。批复是对下级请示的答复，同意的要明确表态；不同意的要说明理由。
- 答复的权威性。批复是上级对下级的指示，代表着上级的意志和权威。批复一旦下发，受文单位必须按照上级批复执行；如果对批复有不同的意见，也不能随意改变。[1]

## 格式

### 标题
批复的标题要写明批复机关的名称、内容与文种。有些批复，还会在标题中注明上级机关对所请示问题的态度。

### 主送机关
请求批示的机关和批准的机关。

### 正文
正文分为引语、主文和结尾三个部分。

#### 引语
引语一般要点出批复对象，一般称收到某文或某文知悉。

#### 主文
针对下级机关请示的事项，表明同意与否。如果同意，必要时还应该给予一定的指示；如果不同意，则要给出理由，并且作出应该如何处理的指示，让下级机关有所遵循。

#### 结尾
结尾要使用规范性的语言，目前有两种：此复、特此批复。

### 印章和成文日期
必须要盖制发公文单位的印章，成文日期也要准确，不能随意更改。